# Mecklembourgeois
Le Mecklembourgeois est une race de chevaux d'origine demi-sang, élevée dans le Mecklembourg-Poméranie-Occidentale, région du Nord-Est de l'Allemagne. L'élevage de ces chevaux est étroitement lié au haras de Redefin.
Historiquement influencés par les races de l'Arabe et du Pur-sang, le Mecklembourgeois d'aujourd'hui est un cheval de sport et d'attelage semblable à son voisin le Hanovrien. Ils sont élevés selon les mêmes normes que les autres races de sport allemandes, et sont particulièrement adaptés pour le dressage et le saut d'obstacles, même s'ils sont utilisés dans d'autres disciplines comme l'attelage combiné, le concours complet d'équitation et l'équitation hunter.

## Histoire

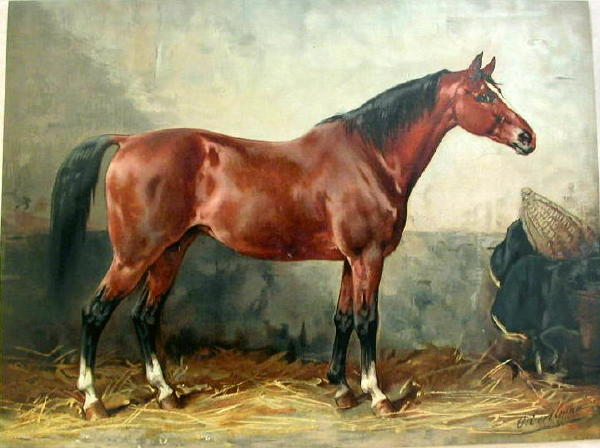
Lithographie d'un Mecklembourgeois, 1898.

L'histoire des chevaux dans la région suit les progrès : l'avènement de la diligence publique pour les voyages sur longue distance au XVIe siècle, l'invention de la machine à vapeur puis la mécanisation. Tirer les diligences ne nécessite pas de beaux chevaux, mais de l'endurance, de l'efficacité et de la solidité. Les transports par train à grande échelle arrivent en Allemagne à la fin du XIXe siècle.
Au XVIIIe siècle, beaucoup de nobles d'Allemagne établissent de vastes haras afin de fournir des chevaux adaptés à l'équitation, l'attelage et la cavalerie. L'élevage de chevaux dans le Mecklembourg est principalement motivé par de grands haras privés, le programme d'élevage d'état n'existant pas encore.

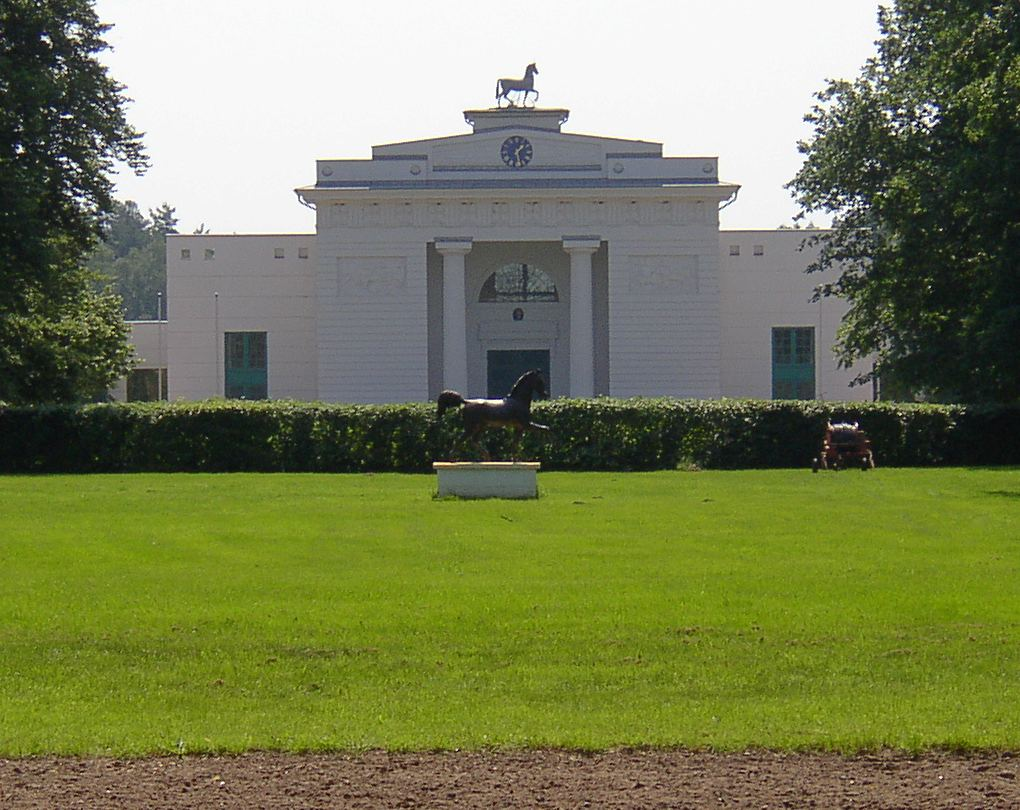
Façade du haras d’État de Redefin.

Les comtes de Plessen font beaucoup d'efforts de sélection, via les maisons de Bassewitz et Hahn (de). En effet, les chevaux polyvalents élevés dans la région possèdent des traits distinctifs du type oriental et sont bien connus comme chevaux carrossiers et de selle. Ils sont influencés par des chevaux du Moyen-Orient, y compris des Arabes et des Turkomans. Une autre caractéristique de l'élevage Mecklembourg est l'implication précoce de chevaux de course Pur-sang. En 1847, moins d'un cinquième des étalons de Redefin ne possède pas au moins un grand-parent Pur Sang, trait qui commence à affecter la solidité et la longévité de leur progéniture. Des étalons sont mis à contribution, mais le résultat est simplement une perte du type identifiable. Pour retrouver le type warmblood utilitaire, qui diffère du type du cheval carrossier, des chevaux adaptés sont achetés à Hanovre. À la suite de l'échange régulier de reproducteurs, Mecklenbourgeois et Hanovriens deviennent très proches l'un de l'autre, et nettement différenciés des Oldenbourg lourds et des Holsteiners.
Le Mecklembourgeois est élevé pour la selle et le sport depuis 1970.

## Description

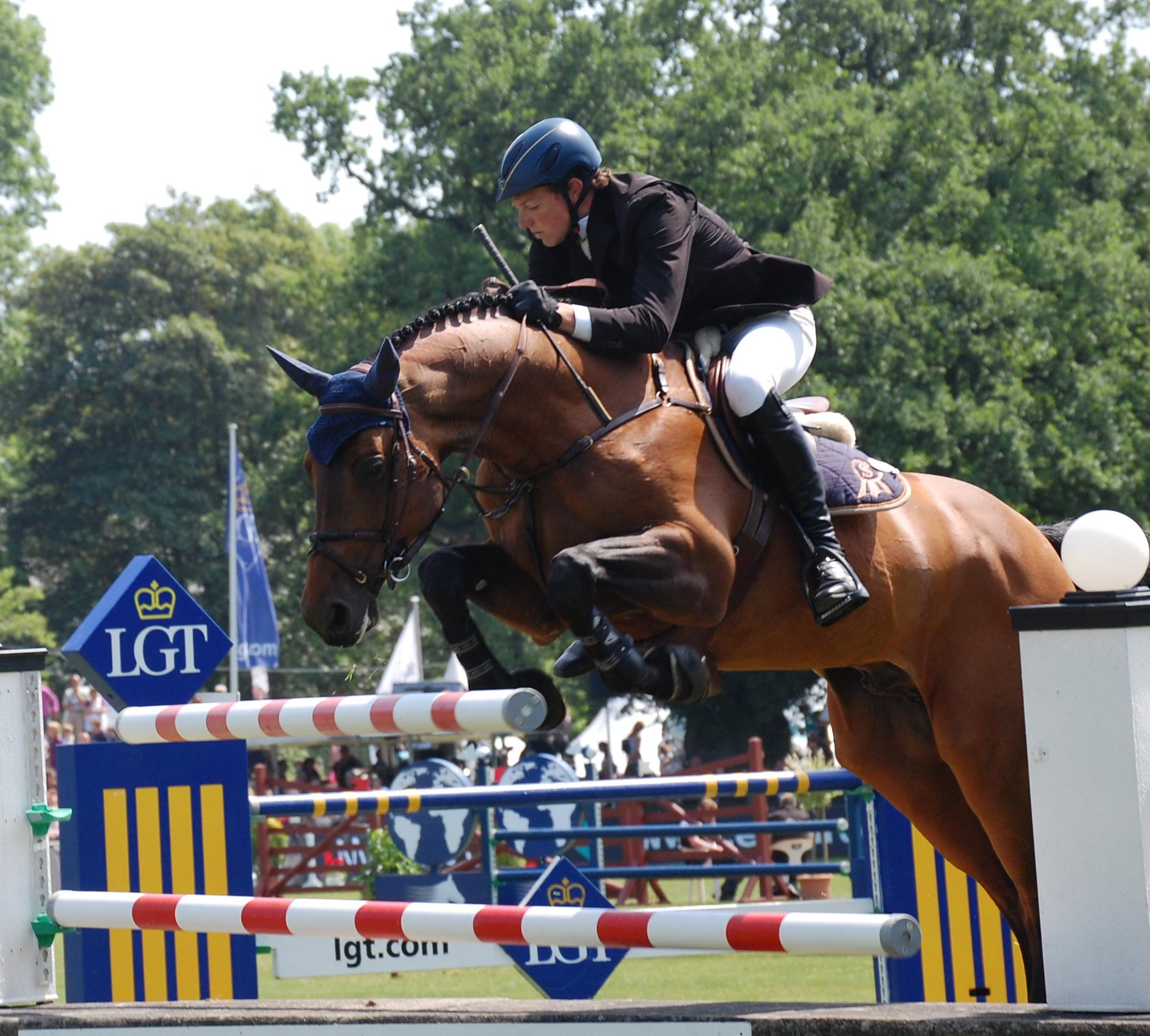
Chacco-Blue, Mecklembourgeois, au CSI5* de Hambourg.

Le Mecklembourgeois est identifiable par la présence d'une marque au fer rouge régionale sur la hanche gauche, qui prend la forme de la lettre « M » surmontée d'une couronne stylisée. Les couleurs de robe n'ont pas d'importance dans le standard, mais la plupart des chevaux sont modérément marqués de blanc, portant une robe baie, alezane, noire ou grise. Comme tous les autres chevaux de sport germaniques, sa taille idéale se situe entre 1,60 et 1,70 m au garrot. Les chevaux géniteurs qui s'écartent à l'extrême de cette norme peuvent être exclus du stud-book.
Le Mecklembourgeois, comme tous les chevaux de sport, est un animal athlétique de poids moyen, plus lourd que le Pur-sang. Depuis la réunification allemande en 1990, les éleveurs suivent des normes semblables à celles des éleveurs de Hanovriens. Il est parfois décrit comme un (edles warmblut (noble cheval demi-sang), pour le distinguer des warmbloods lourds, qui n'ont pas été influencés par le sang Pur-sang et l'Arabe, ni la spécialisation pour la selle. L'objectif de sélection est un cheval robuste, fertile, avec bonne endurance physique et mentale, un bon caractère et un tempérament vif et équilibré.

## Diffusion de l'élevage
L'ouvrage Equine Science (4e édition de 2012) classe le Mecklembourgeois parmi les races de chevaux de selle peu connues au niveau international.